# Марилус (Парана)
Марилус (порт. Mariluz)  —  муниципалитет в Бразилии, входит в штат Парана. Составная часть мезорегиона Северо-запад штата Парана. Входит в экономико-статистический  микрорегион Умуарама. Население составляет 9736 человек на 2006 год. Занимает площадь 433,170 км². Плотность населения — 22,5 чел./км².

## История
Город основан 29 ноября 1963 года. 

## Статистика
- Валовой внутренний продукт на 2003 год составляет 54 953 319,00 реалов (данные: Бразильский институт географии и статистики).
- Валовой внутренний продукт на душу населения на 2003 год составляет 5499,18 реалов (данные: Бразильский институт географии и статистики).
- Индекс развития человеческого потенциала на 2000 год составляет 0,675 (данные: Программа развития ООН).